# Dicksonia blumei
Dicksonia blumei är en ormbunkeart som först beskrevs av Kze., och fick sitt nu gällande namn av Moore. Dicksonia blumei ingår i släktet Dicksonia och familjen Dicksoniaceae. Inga underarter finns listade.